# Her Great Price
Her Great Price è un film muto del 1916 diretto da Edwin Carewe. La storia - sceneggiata da June Mathis - è firmata da Florence Auer, un'attrice che, nella sua carriera, lavorò saltuariamente anche come sceneggiatrice. Prodotto dalla Rolfe Photoplays, il film aveva come interpreti la famosa attrice teatrale Mabel Taliaferro affiancata da Henry Mortimer, Richard Barbee, George Pauncefort, William Cahill, Jeanette Horton, Ruth Chester.

## Trama
Agnes Lambert è una scrittrice in crisi. Prima dell'arrivo degli invitati a una festa nel suo appartamento, si mette a rivedere uno dei suoi racconti che, si rende conto, manca di drammaticità.
Qualche tempo dopo, la scrittrice inizia una relazione con Tom Leighton. Ma la loro storia non ha futuro: lui è già fidanzato con Ruth Beresford, una ragazza cieca. Consapevole del loro amore impossibile, Agnes decide di suicidarsi. Intanto, Ruth, che si è sottoposta a un'operazione, guarisce dalla cecità. Rendendosi conto che Tom ama un'altra, lo lascia libero. Ma è troppo tardi: Agnes ormai si è uccisa.
In quel momento, gli ospiti bussano alla porta e Agnes, che è seduta alla macchina da scrivere, si alza per andarli a ricevere.

## Produzione
Il film fu prodotto dalla Rolfe Photoplays. Fu uno dei cinquantanove film prodotti dalla piccola compagnia che fu attiva dal 1914 al 1920.

## Distribuzione
Distribuito dalla Metro Pictures Corporation, il film uscì nelle sale cinematografiche statunitensi il 27 marzo 1916.